# Olympische Sommerspiele 1952/Teilnehmer (Australien)
| Gelbes Symbol für Goldmedaillen mit stilisierten Olympischen Ringen | Graues Symbol für Silbermedaillen mit stilisierten Olympischen Ringen | Braundes Symbol für Bronzemedaillen mit stilisierten Olympischen Ringen |
| ------------------------------------------------------------------- | --------------------------------------------------------------------- | ----------------------------------------------------------------------- |
| 6                                                                   | 2                                                                     | 3                                                                       |

Australien nahm an den Olympischen Sommerspielen 1952 in der finnischen Hauptstadt Helsinki mit 81 Sportlern, 10 Frauen und 71 Männern, in zwölf Sportarten teil.
Seit 1896 war es die zwölfte Teilnahme eines australischen Teams bei Olympischen Sommerspielen. Damit war Australien neben Griechenland, Frankreich, der Schweiz, dem Vereinigten Königreich sowie den USA eine der sechs Nationen, die bis dahin bei allen Olympischen Sommerspielen teilgenommen hatten.

## Flaggenträger
Der Ruderer Mervyn Wood trug die Flagge Australiens während der Eröffnungsfeier im Olympiastadion.
Siehe auch → Liste der Flaggenträger der australischen Mannschaften bei Olympischen Spielen

## Medaillengewinner
Mit sechs gewonnenen Gold-, zwei Silber- und drei Bronzemedaillen belegte das australische Team Platz 9 im Medaillenspiegel.

### Gold
| Name/n                          | Sportart       | Wettkampf              |
| ------------------------------- | -------------- | ---------------------- |
| Marjorie Jackson                | Leichtathletik | Frauen 100 Meter       |
| Marjorie Jackson                | Leichtathletik | Frauen 200 Meter       |
| Shirley Strickland              | Leichtathletik | Frauen 80 Meter Hürden |
| John Davies                     | Schwimmen      | 200 Meter Brust        |
| Russell Mockridge               | Radsport       | 1000 Meter Zeitfahren  |
| Lionel Cox und Russel Mockridge | Radsport       | Tandem                 |

### Silber
| Name        | Sportart | Wettkampf |
| ----------- | -------- | --------- |
| Mervyn Wood | Rudern   | Einer     |
| Lionel Cox  | Radsport | Sprint    |

### Bronze
| Name/n | Sportart       | Wettkampf        |
| --- | -------------- | ---------------- |
| Shirley Strickland | Leichtathletik | Frauen 100 Meter |
| David Anderson, Phil Cayzer, Ernest Chapman, Tom Chessell, Mervyn Finlay, Nimrod Greenwood, Edward Pain, Bob Tinning und Geoff Williamson | Rudern         | Achter           |
| Verdi Barberis | Gewichtheben   | Leichtgewicht    |

## Teilnehmer nach Sportarten

### Boxen
Bantamgewicht (bis 54 kg)
- Ron Gower
Platz 17

Federgewicht (bis 57 kg)
- Donald McDonnell
Platz 17

Halbweltergewicht (bis 63,5 kg)
- Norman Jones
Platz 17

Mittelgewicht (bis 75 kg)
- Anthony Madigan
Platz 5

Schwergewicht (über 81 kg)
- Carl Fitzgerald
Platz 9

### Fechten

#### Männer
Florett Einzel
- John Fethers
Vorrunde, Gruppe 5: fünf Siege / zwei Niederlagen, Rang 4; für das Viertelfinale qualifiziert
Viertelfinale, Gruppe 6: zwei Siege / drei Niederlagen, Rang 6; ausgeschieden

- Jock Gibson
Vorrunde, Gruppe 3: ein Sieg / vier Niederlagen, Rang 6; ausgeschieden

- Ivan Lund
Vorrunde, Gruppe 2: drei Siege / drei Niederlagen, Rang 5; ausgeschieden

Florett Mannschaft
- John Fethers, Jock Gibson, Ivan Lund und Charles Stanmore
Vorrunde, Gruppe 4: 3:13-Niederlage gegen  Schweden und 0:9-Niederlage gegen  Frankreich, Rang 3; ausgeschieden

Degen Einzel
- John Fethers
Vorrunde, Gruppe 8: drei Siege / vier Niederlagen, Rang 4; für das Viertelfinale qualifiziert
Viertelfinale, Gruppe 5: vier Siege / vier Niederlagen, Rang 5; ausgeschieden

- Ivan Lund
Vorrunde, Gruppe 5: fünf Siege / zwei Niederlagen, Rang 1; für das Viertelfinale qualifiziert
Viertelfinale, Gruppe 3: ein Sieg / sechs Niederlagen, Rang 8; ausgeschieden

- Charles Stanmore
Vorrunde, Gruppe 4: ein Sieg / sechs Niederlagen, Rang 8; ausgeschieden

Degen Mannschaft
- John Fethers, Jock Gibson, Ivan Lund und Charles Stanmore
Vorrunde, Gruppe 5: 4:11-Niederlage gegen  Finnland und 3:8-Niederlage gegen  Luxemburg, Rang 3; ausgeschieden

Säbel Einzel
- John Fethers
Vorrunde, Gruppe 4: zwei Siege / sechs Niederlagen, Rang 6; ausgeschieden
Viertelfinale

- Jock Gibson
Vorrunde, Gruppe 2: zwei Siege / fünf Niederlagen, Rang 7; ausgeschieden

- Ivan Lund
Vorrunde, Gruppe 1: zwei Siege / fünf Niederlagen, Rang 8; ausgeschieden
Viertelfinale

Säbel Mannschaft
- John Fethers, Jock Gibson, Ivan Lund und Charles Stanmore
Vorrunde, Gruppe 3: 4:12-Niederlage gegen  Dänemark und 1:9-Niederlage gegen  Ägypten, Rang 3; ausgeschieden

#### Frauen

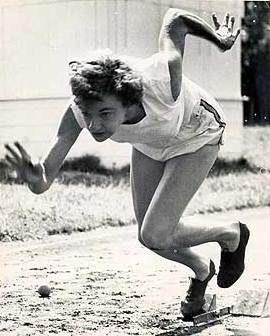
Marjorie Jackson

Florett Einzel
- Patricia Norford
Vorrunde, Gruppe 3: kein Sieg / fünf Niederlagen, Rang 6; ausgeschieden

- Catherine Pym
Vorrunde, Gruppe 5: ein Sieg / vier Niederlagen, Rang 5; ausgeschieden

### Gewichtheben
Leichtgewicht (bis 67,5 kg)
- Verdi Barberis
3. Platz

Mittelgewicht (bis 75 kg)
- Fred Giffin
15. Platz

Mittelschwergewicht (bis 90 kg)
- Kenneth McDonald
6. Platz

### Leichtathletik

#### Männer
100 m
- John Treloar
Vorläufe: in Lauf 1 (Rang 1) mit 10,7 s (handgestoppt) bzw. 10,92 s (elektronisch) für die Viertelfinalläufe qualifiziert
Viertelfinale: in Lauf 1 (Rang 2) mit 10,7 s (handgestoppt) bzw. 10,84 s (elektronisch) für die Halbfinalläufe qualifiziert
Halbfinale: in Lauf 2 (Rang 3) mit 10,6 s (handgestoppt) bzw. 10,76 s (elektronisch) für das Finale qualifiziert
Finale: 10,5 s (handgestoppt) bzw. 10,91 s (elektronisch), Rang 6

200 m
- Edwin Carr Jr.
Vorläufe: in Lauf 17 (Rang 1) mit 22,0 s (handgestoppt) bzw. 22,19 s (elektronisch) für die Viertelfinalläufe qualifiziert
Viertelfinale: in Lauf 3 (Rang 3) mit 21,8 s (handgestoppt) bzw. 21,98 s (elektronisch) nicht für die Halbfinalläufe qualifiziert

- John Treloar
Vorläufe: in Lauf 18 (Rang 1) mit 21,5 s (handgestoppt) bzw. 21,75 s (elektronisch) für die Viertelfinalläufe qualifiziert
Viertelfinale: in Lauf 6 (Rang 1) mit 21,6 s (handgestoppt) bzw. 21,86 s (elektronisch) für die Halbfinalläufe qualifiziert
Halbfinale: Lauf 2 nicht beendet

400 m
- Edwin Carr Jr.
Vorläufe: in Lauf 1 (Rang 3) mit 48,0 s (handgestoppt) bzw. 48,23 s (elektronisch) nicht für die Viertelfinalläufe qualifiziert

- Morris Curotta
Vorläufe: in Lauf 7 (Rang 2) mit 48,7 s (handgestoppt) bzw. 48,87 s (elektronisch) für die Viertelfinalläufe qualifiziert
Viertelfinale: in Lauf 2 (Rang 4) mit 48,8 s (handgestoppt) bzw. 48,86 s (elektronisch) nicht für die Halbfinalläufe qualifiziert

800 m
- Don MacMillan
Vorläufe: in Lauf 5 (Rang 3) mit 1:55,0 min für die Halbfinalläufe qualifiziert
Halbfinale: in Lauf 1 (Rang 8) mit 1:58,4 min nicht für das Finale qualifiziert

1500 m
- John Landy
Vorläufe: in Lauf 4 (Rang 5) mit 3:57,0 min (handgestoppt) bzw. 3:57,14 min (elektronisch) nicht für die Halbfinalläufe qualifiziert

- Don MacMillan
Vorläufe: in Lauf 1 (Rang 4) mit 3:52,0 min (handgestoppt) bzw. 3:52,30 min (elektronisch) für die Halbfinalläufe qualifiziert
Halbfinale: in Lauf 1 (Rang 3) mit 3:50,8 min (handgestoppt) bzw. 3:50,81 min (elektronisch) für das Finale qualifiziert
Finale: 3:49,6 min (handgestoppt) bzw. 3:49,77 min, Rang 9

5000 m
- John Landy
Vorläufe: in Lauf 1 (Rang 10) mit 14:56,4 min (handgestoppt) nicht für das Finale qualifiziert

- Leslie Perry
Vorläufe: in Lauf 3 (Rang 4) mit 14:27,0 min (handgestoppt) bzw. 14:27,18 min (elektronisch) für das Finale qualifiziert
Finale: 14:23,6 min (handgestoppt) bzw. 14:23,16 min (elektronisch), Rang 6

10.000 m
- Leslie Perry
Rennen nicht beendet

Marathon
- Robert Prentice
2:43:13,4 h, Rang 37

- Claude Smeal
2:52:23,0 h, Rang 45

110 m Hürden
- Ken Doubleday
Vorläufe: in Lauf 4 (Rang 1) mit 14,5 s (handgestoppt) bzw. 14,65 s (elektronisch) für die Halbfinalläufe qualifiziert
Halbfinale: in Lauf 1 (Rang 3) mit 14,5 s (handgestoppt) bzw. 14,74 s (elektronisch) für das Finale qualifiziert
Finale: 14,7 s (handgestoppt) bzw. 14,82 s (elektronisch), Rang 5

- Ray Weinberg
Vorläufe: in Lauf 5 (Rang 1) mit 14,4 s (handgestoppt) bzw. 14,62 s (elektronisch) für die Halbfinalläufe qualifiziert
Halbfinale: in Lauf 2 (Rang 3) mit 14,6 s (handgestoppt) bzw. 14,99 s (elektronisch) für das Finale qualifiziert
Finale: 14,8 s (handgestoppt) bzw. 15,15 s (elektronisch), Rang 6

400 m Hürden
- Ken Doubleday
Vorläufe: in Lauf 2 (Rang 4) mit 55,4 s (handgestoppt) für die Viertelfinalläufe qualifiziert
Viertelfinale: in Lauf 3 (Rang 6) mit 1:00,2 min nicht für die Halbfinalläufe qualifiziert

4 × 100 m Staffel
- Edwin Carr Jr., Morris Curotta, Ken Doubleday und Ray Weinberg
Vorläufe: in Lauf 2 (Rang 5) mit 42,3 s (handgestoppt) bzw. 42,39 s (elektronisch) nicht für die Halbfinalläufe qualifiziert

4 × 400 m Staffel
- Edwin Carr Jr., Morris Curotta, Ken Doubleday und Ray Weinberg
Vorläufe: in Lauf 1 (Rang 5) mit 3:15,8 min (handgestoppt) bzw. 3:16,00 min (elektronisch) nicht für das Finale qualifiziert

10.000 m Gehen
- Donald Keane
Vorrunde, Gruppe 1: mit 46:55,2 min (Rang 5) für das Finale qualifiziert
Finale: 47:37,0 min, Rang 10

Hochsprung
- Patrick Leane
Qualifikation, Gruppe A: 1,70 m O - 1,80 m XO - 1,84 m XO - 1,87 XO; Rang 12, für das Finale qualifiziert
Finale: 1,70 m O - 1,80 m O - 1,90 m XXX; Rang 24

Weitsprung
- Patrick Leane
Qualifikation, Gruppe B: 6,35 m - 6,40 m - 5,18 m; nicht für das Finale qualifiziert

Diskuswurf
- Ian Reed
Qualifikation, Gruppe B: 41,51 m - 45,12 m - 44,24 m; nicht für das Finale qualifiziert

Zehnkampf
- Patrick Leane
100 m: 11,9 s = 623 Punkte, Rang 24
Weitsprung: 5,22 m = 341 Punkte, Rang 28; gesamt 964 Punkte, Rang 27
zur dritten Disziplin, dem Kugelstoßen, nicht mehr angetreten; Wettkampf nicht beendet

#### Frauen
100 m
- Winsome Cripps
Vorläufe: in Lauf 1 (Rang 1) mit 12,0 s (handgestoppt) bzw. 12,18 s (elektronisch) für die Viertelfinalläufe qualifiziert
Viertelfinale: in Lauf 3 (Rang 3) mit 12,1 s (handgestoppt) bzw. 12,30 s (elektronisch) für die Halbfinalläufe qualifiziert
Halbfinale: in Lauf 1 (Rang 2) mit 12,0 s (handgestoppt) bzw. 12,16 s (elektronisch) für das Finale qualifiziert
Finale: 11,9 s (handgestoppt) bzw. 12,16 s (elektronisch), Rang 4

- Marjorie Jackson
Vorläufe: in Lauf 8 (Rang 1) mit 11,6 s (handgestoppt) bzw. 11,86 s (elektronisch) (OR) für die Viertelfinalläufe qualifiziert
Viertelfinale: in Lauf 1 (Rang 1) mit 11,6 s (handgestoppt) bzw. 11,84 s (elektronisch) (OR eingestellt) für die Halbfinalläufe qualifiziert
Halbfinale: in Lauf 1 (Rang 1) mit 11,5 s (handgestoppt) bzw. 11,75 s (elektronisch) (WR eingestellt / OR) für das Finale qualifiziert
Finale: 11,5 s (handgestoppt) bzw. 11,67 s (elektronisch), WR und OR eingestellt, Rang 1

- Shirley Strickland
Vorläufe: in Lauf 9 (Rang 1) mit 12,0 s (handgestoppt) bzw. 12,20 s (elektronisch) für die Viertelfinalläufe qualifiziert
Viertelfinale: in Lauf 4 (Rang 3) mit 12,0 s (handgestoppt) bzw. 12,28 s (elektronisch) für die Halbfinalläufe qualifiziert
Halbfinale: in Lauf 2 (Rang 2) mit 11,9 s (handgestoppt) bzw. 12,17 s (elektronisch) für das Finale qualifiziert
Finale: 11,9 s (handgestoppt) bzw. 12,12 s (elektronisch), Rang 3

200 m
- Winsome Cripps
Vorläufe: in Lauf 6 (Rang 2) mit 24,4 s (handgestoppt) bzw. 24,54 s (elektronisch) für die Halbfinalläufe qualifiziert
Halbfinale: in Lauf 2 (Rang 2) mit 24,3 s (handgestoppt) bzw. 24,47 s (elektronisch) für das Finale qualifiziert
Finale: 24,2 s (handgestoppt) bzw. ergänzt24,40 s (elektronisch), Rang 4

- Marjorie Jackson
Vorläufe: in Lauf 3 (Rang 1) mit 23,6 s (handgestoppt) bzw. 23,73 s (elektronisch) (WR eingestellt, OR) für die Halbfinalläufe qualifiziert
Halbfinale: in Lauf 1 (Rang 1) mit 23,4 s (handgestoppt) bzw. 23,59 s (elektronisch) (WR) für das Finale qualifiziert
Finale: 23,7 s (handgestoppt) bzw. 23,89 s (elektronisch), Rang 1

80 m Hürden
- Shirley Strickland
Vorläufe: in Lauf 1 (Rang 1) mit 11,0 s (handgestoppt) bzw. 11,03 s (elektronisch) (WR eingestellt) für die Halbfinalläufe qualifiziert
Halbfinale: in Lauf 1 (Rang 1) mit 10,8 s (handgestoppt) bzw. 11,16 s (elektronisch) für das Finale qualifiziert, wegen zu starken Rückenwinds nicht als WR anerkannt
Finale: 10,9 s (handgestoppt) bzw. 11,01 s (elektronisch) (= WR), Rang 1

4 × 100 m Staffel
- Winsome Cripps, Marjorie Jackson, Verna Johnston und Shirley Strickland
Vorläufe: im Lauf 1 (Rang 1) mit 46,1 s (handgestoppt) bzw. 46,22 s (elektronisch) (WR) für das Finale qualifiziert
Finale: 46,6 s (+ 0,7 s; handgestoppt) bzw. 46,86 s (+ 0,72 s; elektronisch), Rang 5

Weitsprung
- Verna Johnston
Qualifikation, Gruppe A: mit einer Weite von 5,58 m (Rang 3) für das Finale qualifiziert
Finale: 5,51 m – 5,60 m – 5,74 m, Rang 8

### Moderner Fünfkampf
Einzel
- Forbes Carlile
123 Punkte, Platz 25

### Radsport

#### Bahn
Sprint
- Lionel Cox
Vorläufe: in Lauf 1 (Rang 1) mit 11,9 s für die Viertelfinalläufe qualifiziert
Viertelfinale: in Lauf 1 (Rang 1) mit 12,5 s für die Halbfinalläufe qualifiziert
Halbfinale: in Lauf 2 (Rang 1) mit 11,6 s (OR) für das Finale qualifiziert
Finale: Rang 2

1000 m Zeitfahren
- Russell Mockridge
Finale: 1:11,1 min (OR), Rang 1

Tandem
- Lionel Cox und Russell Mockridge
Vorläufe: in Lauf 7 (Rang 1) mit 11,4 s für die Viertelfinalläufe qualifiziert
Viertelfinale: in Lauf 3 (Rang 1) mit 11,1 s für die Halbfinalläufe qualifiziert
Halbfinale: in Lauf 1 (Rang 1) mit 11,0 s für das Finale qualifiziert
Finale gegen Südafrika: 11,0 s, Rang 1

#### Straßenrennen
190,4 km
- Kenneth Caves
Rennen nicht beendet

- Peter Nelson
Rennen nicht beendet

- Jim Nevin
5:22:33,6 h, Rang 35

- Peter Pryor
5:22:33,5 h, Rang 34

### Ringen
Freistil
Federgewicht (bis 62 kg)
- John Elliott
1. Runde: 0:3-Niederlage gegen Próspero Mammana aus Argentinien
2. Runde: Niederlage gegen Josiah Henson aus den USA
Rang 16

Leichtgewicht (bis 67 kg)
- Dick Garrard
1. Runde: 3:0-Sieg gegen John Ward aus Irland
2. Runde: 3:0-Sieg gegen Osvaldo Blasi aus Argentinien
3. Runde: 0:3-Niederlage gegen Takeo Shimotori aus Japan
Rang 10

Weltergewicht (bis 73 kg)
- Bevan Scott
1. Runde: 3:0-Sieg gegen Donald Irvine aus Großbritannien
2. Runde: 1:2-Niederlage gegen Jean-Baptiste Leclerc aus Frankreich
3. Runde: 0:3-Niederlage gegen Abdullah Modjtabavi aus dem Iran
Rang 11

Halbschwergewicht (bis 87 kg)
- Kevin Coote
1. Runde: 0:3-Niederlage gegen Viking Palm aus Schweden
2. Runde: 0:3-Niederlage gegen Abbas Zandi aus dem Iran
Rang 10

### Rudern

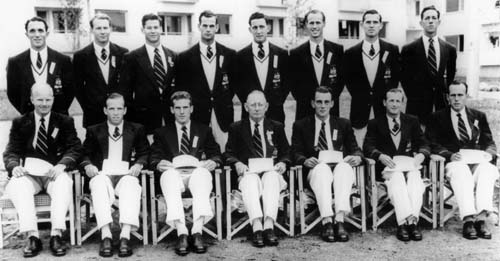
Das australische Ruderteam

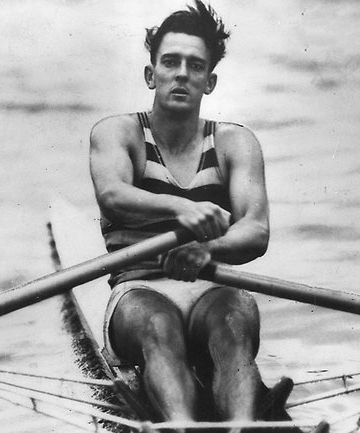
Silbermedaillengewinner Mervyn Wood

Einer
- Mervyn Wood
Vorläufe: in Lauf 2 (Rang 1) mit 7:44,1 min für die Halbfinalerennen qualifiziert
Halbfinale: in Lauf 1 (Rang 2) mit 8:02,5 min für die zweite Hoffnungsrunde qualifiziert
2. Hoffnungsrunde: in Lauf 1 (Rang 1) mit 7:45,5 min für das Finale qualifiziert
Finale: 8:14,5 min (+ 1,7 s), Rang 2

Doppelzweier
- John Rogers und Murray Riley
Vorläufe: in Lauf 4 (Rang 3) mit 7:16,7 min für die erste Hoffnungsrunde qualifiziert
1. Hoffnungsrunde: in Lauf 2 (Rang 1) mit 7:03,0 min für die zweite Hoffnungsrunde qualifiziert
2. Hoffnungsrunde: in Lauf 1 (Rang 3) mit 7:13,1 min nicht für das Finale qualifiziert

Zweier ohne Steuermann
- Don Palmer und Victor Middleton
Vorläufe: in Lauf 2 (Rang 1) mit 8:06,4 min für die Halbfinalrennen qualifiziert
Halbfinale: in Lauf 2 (Rang 1) mit 7:46,8 min für die zweite Hoffnungsrunde qualifiziert
2. Hoffnungsrunde: in Lauf 1 (Rang 3) mit 7:50,5 min nicht für das Finale qualifiziert

Achter
- David Anderson, Phil Cayzer, Ernest Chapman, Tom Chessell, Mervyn Finlay, Nimrod Greenwood, Edward Pain, Bob Tinning und Geoff Williamson
Vorläufe: in Lauf 1 (Rang 2) mit 6:07,2 min für die Halbfinalrennen qualifiziert
Halbfinale: in Lauf 2 (Rang 3) mit 6:44,5 min für die zweite Hoffnungsrunde qualifiziert
2. Hoffnungsrunde: in Lauf 1 (Rang 1) mit 6:09,6 min für das Finale qualifiziert
Finale: 6:33,1 min (+ 7,2 s), Rang 3

### Schwimmen

#### Männer
100 m Freistil
- Rex Aubrey
Vorläufe: im Vorlauf 3 (Rang 1) mit 58,2 s für die Halbfinalläufe qualifiziert
Halbfinale: im Halbfinale 3 (Rang 2) mit 57,8 s für das Finale qualifiziert
Finale: 58,7 s, Rang 6

- Frank O’Neill
Vorläufe: im Vorlauf 2 (Rang 4) mit 1:00,6 min nicht für die Halbfinalläufe qualifiziert

400 m Freistil
- Garrick Agnew
Vorläufe: im Vorlauf 6 (Rang 3) mit 4:55,5 min für die Halbfinalläufe qualifiziert
Halbfinale: das Halbfinale 2 (Rang 8) nicht beendet und damit nicht für das Finale qualifiziert

- John Marshall
Vorläufe: im Worlauf 7 (Rang 2) mit 4:46,8 min für die Halbfinalläufe qualifiziert
Halbfinale: im Halbfinale 2 (Rang 4) mit 4:50,3 min nicht für das Finale qualifiziert

1500 m Freistil
- Garrick Agnew
Vorläufe: im Vorlauf 2 (Rang 4) mit 20:03,8 min nicht für das Finale qualifiziert

- John Marshall
Vorläufe: im Vorlauf 6 (Rang 2) mit 19:09,2 min für das Finale qualifiziert
Finale: 19:53,4 min, 8. Platz

100 m Rücken
- Frank O’Neill
Vorläufe: im Vorlauf 6 (Rang 5) mit 1:10,5 min nicht für die Halbfinalläufe qualifiziert

200 m Brust
- John Davies
Vorläufe: im Vorlauf 2 (Rang 1) mit 2:39,7 min für die Halbfinalläufe qualifiziert
Halbfinale: im Halbfinale 1 (Rang 1) mit 2:36,8 min für das Finale qualifiziert
Finale: 2:34,4 min (OR), Rang 1

- David Hawkins
Vorläufe: im Vorlauf 4 (Rang 2) mit 2:41,2 min für die Halbfinalläufe qualifiziert
Halbfinale: im Halbfinale 2 (Rang 6) mit 2:39,8 min für das Finale qualifiziert

4 × 200 m Freistil
- Rex Aubrey, Frank O’Neill, John Marshall und Garrick Agnew
Vorläufe: im Vorlauf 1 (Rang 3) mit 9:01,4 min nicht für das Finale qualifiziert, Gesamtrang 9

#### Frauen
100 m Freistil
- Marjorie McQuade
Vorläufe: im Vorlauf 6 (Rang 2) mit 1:07,9 min für die Halbfinalläufe qualifiziert
Halbfinale: im Halbfinale 1 (Rang 7) mit 1:08,2 min nicht für das Finale qualifiziert

- Denise Norton
Vorläufe: im Vorlauf 4 (Rang 5) mit 1:11,8 min nicht für die Halbfinalläufe qualifiziert

400 m Freistil
- Judy-Joy Davies
Vorläufe: im Vorlauf 2 (Rang 3) mit 5:21,2 min für die Halbfinalläufe qualifiziert
Halbfinale: im Halbfinale 1 (Rang 6) mit 5:25,6 min nicht für das Finale qualifiziert

- Denise Norton
Vorläufe: im Vorlauf 5 (Rang 4) mit 5:28,5 min für die Halbfinalläufe qualifiziert
Halbfinale: im Halbfinale 2 (rang 7) mit 5:30,9 min nicht für das Finale qualifiziert

200 m Brust
- Beatrice Lyons
Vorläufe: im Vorlauf 2 (Rang 2) mit 3:04,4 min für die Halbfinalläufe qualifiziert
Halbfinale: im Halbfinale 1 (Rang 8) mit 3:05,6 min nicht für das Finale qualifiziert; Gesamtrang 15

### Segeln
Finn-Dinghy
- Peter Attrill
2.013 Punkte, 22. Platz

 Drachen
- Jock Sturrock, Douglas Buxton und Bevan Worcester
1.916 Punkte, 12. Platz

 Star
- Barton Harvey und Kevin Wilson
1575 Punkte, 18. Platz

### Wasserball
- Douglas Laing, Raymond Smee, John Foster, Peter Bennett, Frank Jordan, Malcolm Hastie und William Orchard
1. Qualifikationsrunde: 2:10 (1:4)-Niederlage gegen Jugoslawien
2. Qualifikationsrunde: 0:6 (0:4)-Niederlage gegen Österreich
Rang 17

### Wasserspringen
Männer
Kunstspringen 3 m
- Ronald Faulds
Vorrunde: 59,90 Punkte, nicht für das Finale qualifiziert
Rang 24

- Francis Murphy
Vorrunde: 48,42 Punkte, nicht für das Finale qualifiziert
Rang 34

Turmspringen
- Francis Murphy
Vorrunde: 64,10 Punkte, nicht für das Finale qualifiziert
Rang 21